# Liste der 999 Frauen des Heritage Floor/Theodora I.
Diese Liste beschreibt das Gedeck für Theodora I. auf dem Tisch der Kunstinstallation The Dinner Party von Judy Chicago. Sie ist Teil der Liste der 999 Frauen des Heritage Floor, die den jeweiligen Gedecken auf dem Tisch zugeordnet sind. Die Namen der 999 Frauen befinden sich auf den Kacheln des Heritage Floor, der unterhalb des Tisches angeordnet, zur Kunstinstallation gehört.

## Beschreibung
Die Installation besteht aus einem dreiseitigen Tisch, an dem jeweils 13 historische oder mythologische Persönlichkeiten, somit insgesamt 39 Personen, von der Urgeschichte bis zur Frauenrechtsbewegung Platz finden. Diesen Personen wurde am Tisch jeweils ein Gedeck bestehend aus einem individuell gestalteten Tischläufer, einem individuell gestalteten Teller sowie einem Kelch, Messer, Gabel, Löffel und einer Serviette zugeordnet. Die erste Seite des Tisches widmet sich der Urgeschichte bis zur Römischen Kaiserzeit, die zweite der Christianisierung bis zur Reformation und die dritte von der Amerikanischen Revolution bis zur Frauenbewegung. Jedem Gedeck auf dem Tisch sind weitere Persönlichkeiten zugeordnet, die auf den Fliesen des Heritage Floor, der den Raum unter dem Tisch und die Mitte des Raumes zwischen den Seite des Tisches einnimmt, einen Eintrag erhalten haben. Diese Liste erfasst die Persönlichkeiten, die dem Gedeck von Theodora I. zugeordnet sind. Ihr Platz befindet sich an der zweiten Tischseite.

### Hinweise
Zusätzlich zu den Namen wie sie in der deutschen Transkription oder im wissenschaftlichen Sprachgebrauch benutzt werden, wird in der Liste die Schreibweise aufgeführt, die von Judy Chicago auf den Kacheln gewählt wurde.
Die Angaben zu den Frauen, die noch keinen Artikel in der deutschsprachigen Wikipedia haben, sind durch die unter Bemerkungen angeführten Einzelnachweise referenziert. Sollten einzelne Angaben in der Tabelle nicht über die Hauptartikel referenziert sein, so sind an der entsprechenden Stelle zusätzliche Einzelnachweise angegeben. Bei Abweichungen zwischen belegten Angaben in Wikipedia-Artikeln und den Beschreibungen des Kunstwerks auf der Seite des Brooklyn Museums wird darauf zusätzlich unter Bemerkungen hingewiesen.

### Gedeck für Theodora I.

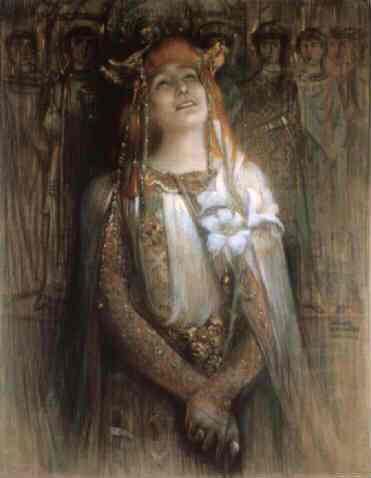
Mihail Simonidi Sarah Bernhardt in Teodora Bizantului, 1903

Theodora I. wurde um 500 geboren. Über ihre frühen Jahre ist wenig bekannt, erwähnt wird sie nur von Prokop und dies mehr in der Form einer Schmähschrift. Später entstandene Schriften hingegen verklären Theodora fast zu einer Heiligen, jedoch wird auch in diesen Schriften erwähnt, dass ihre Jugend nicht unbefleckt war. Nach Prokop war ihr Vater Bärenwärter bei der Zirkuspartei die Grünen. Nach dessen Tod habe sie als Schauspielerin gearbeitet, was in der Spätantike als Umschreibung für eine Prostituierte verstanden werden kann.
Theodora kam 520 nach Konstantinopel, zuvor hielt sie sich im Orient und in Nordafrika auf. In Konstantinopel lernte sie Petrus Sabbatius kennen, der später unter dem Namen Justinian oströmischer Kaiser wurde. Nach einer Gesetzesänderung, die die Heirat eines römischen Senators mit einer Schauspielerin gestattete und dem Tod Kaiserin Euphemias, Ehefrau Kaiser Justins, Onkel von Justinian, die sich stark gegen diese Verbindung eingesetzt hatte, heirateten Theodora und Justinian 524/25.
Theodora wurde durch Justinian im Sommer 527 der Titel einer Augusta verliehen und im Rahmen eines Hofzeremoniells derselbe Rang zugesprochen wie dem Kaiser. Sie wird durch die Geschichtsschreibung als Mitregentin von Justinian angesehen. Aktiv unterstützte sie die Glaubensrichtung des „Monophysitismus“, die sie eventuell während ihres Aufenthaltes im Orient kennen gelernt haben könnte. Dadurch konnte sie Konflikte von Justinian fernhalten, die sich aus diesem Richtungsstreit entwickelten. Ihr Einfluss auf Justinian in der Außenpolitik war vermutlich eher gering, jedoch übte sie ihren Einfluss in der Personalpolitik aus.
Die Gesetze von Justinian gegen die Prostitution und den Mädchenhandel gehen möglicherweise auf ihre Initiative zurück, zudem war sie karitativ tätig. Sie hatte durchaus Einfluss auf Justinian, doch ging dieser vermutlich nicht über das hinaus, was auch früher üblich gewesen war. Münzen mit ihrem Abbild wurden nicht geprägt. Sie starb am 28. Juni 548 in Konstantinopel.
Ihr Gedeck auf dem Tisch der Dinner Party weist auf dem Teller und dem Tischläufer byzantinische Ikonen und Mosaike auf. Sie sollen auf die Rolle von Theodora beim Aufbau des byzantinischen Reiches hinweisen. Der Teller ist mit einem Mosaik bemalt, in Anlehnung an das Mosaik der Theodora, mit dem die Apsis der Basilika San Vitale in Ravenna gestaltet ist. Es übernimmt das Farbschema Gold, Grün und Lila und legt dieses auch für den Tischläufer fest. Die Form der Bemalung stellt eine abstrakte Schmetterlingsform dar, mit Flügeln, die bis zum Rand des Tellers reichen. Sie sollen Theodoras Fähigkeit repräsentieren, ihre Rolle im Kaiserhaus in Byzanz zu gestalten und dabei Freiheiten für die Frauen ihrer Zeit zu erwirken. Die Symmetrie der Darstellung erinnert an den Grundriss einer Basilika mit einer Kolonnade römischer Bögen in den oberen Quadranten der Flügel.
Das Zentrum des Tischläufers bildet ein Mosaik, welches wie ein Heiligenschein gearbeitet wurde und aufgestickt ist. In der Mitte dieses Mosaiks wird der Teller platziert. Der stellt den umgebenden Heiligenschein des Ravenna-Mosaiks dar und weist auf die Achtung hin, die Theodora neben ihrer kaiserlichen Herrschaft auch in religiöser Hinsicht genoss. Der initiale Buchstabe „T“ auf der Vorderseite des Läufers weist durch die Kuppel, die ihn ausschmückt, auf die Hagia Sophia hin, welche durch Theodora und Justinian nach ihrem Niederbrand neu errichtet wurde. Die Rückseite wird durch gefächerte Halbkreise verziert, die auf die kaiserlichen Kragen verweisen, welche zur Zeit von Theodoras Herrschaft getragen wurden.
| Name                        | Schreibweise auf der Kachel | Geburtsdatum | kulturräumliche Zuordnung          | Bemerkungen | Bild |
| --------------------------- | --------------------------- | ------------ | ---------------------------------- | --- | ---- |
| Adelheid von Burgund        | Adelaide                    | 931 oder 932 | Heiliges Römisches Reich           | Als Gemahlin Lothars von Italien von 947 bis 950 Königin von Italien und als Gemahlin Ottos des Großen von 951 bis 973 ostfränkische Königin und wieder Königin von Italien sowie von 962 bis 973 Kaiserin des ostfränkisch-deutschen Reiches. Heiliggesprochen im Jahr 1097.           |      |
| Aelia Eudocia               | Eudocia                     | um 400       | Spätantike, Athen                  | Als Frau des oströmischen Kaisers Theodosius II. war sie maßgeblich am Aufbau der christlichen Universität von Konstantinopel beteiligt, dem sogenannten Athenäum. |      |
| Aelia Eudoxia               | Eudoxia                     | um 380       | Spätantike, Konstantinopel         | Förderin der nizänischen Kirche durch anti-arianische Prozessionen und die Verehrung der Märtyrer-Reliquien. |      |
| Aelia Pulcheria             | Pulcheria                   | 399          | Spätantike, Konstantinopel         | Tochter des Kaisers Arcadius und der Aelia Eudoxia, Enkelin des Kaisers Theodosius I., war eine Kaiserin des Oströmischen Reiches. |      |
| Æthelburg                   | Aethelburg                  | um 673       | Königreich Wessex                  | Im Jahr 722 zerstörte sie die Festung von Taunton, die ihr Mann Ine errichtet hatte, um den Rebellen Ealdbert zu finden. |      |
| Anna Dalassene              | Anna Dalassena Comnena      | 1025         | Byzantinisches Reich               | Mutter und tatkräftige Unterstützerin ihres Sohnes, des byzantinischen Kaisers Alexios I. Komnenos. |      |
| Anna Komnena                | Anna Comnena                | 1083         | Byzantinisches Reich               | Geschichtsschreiberin und das älteste von sieben Kindern des byzantinischen Kaisers Alexios I. Komnenos und dessen Frau Irene Dukaina. Schrieb die Alexiade, die die politische und militärische Geschichte des Byzantinischen Reiches unter ihrem Vater, Alexios I. Komnenos, erzählt. |      |
| Bathilde                    | Balthilde                   | um 630       | Fränkisches Reich                  | Ehefrau des fränkischen Merowingerkönigs Chlodwig II. von Neustrien. Sie wandte sich gegen Sklaverei unter Christen, erließ Gesetze gegen die Versklavung von Kriegsgefangenen, gründete das Nonnenkloster Chelles bei Paris und die Abtei Corbie für Mönche.                           |      |
| Bertha                      | Bertha of England           | um 565       | Königreich Kent                    | Königin von Kent, Tochter des merowingischen Frankenkönigs Charibert I. und der Ingoberga, Heilige, deren Einfluss mit zur Christianisierung des angelsächsischen England führte. |      |
| Brunichild                  | Brunhilde                   | 543          | Fränkisches Reich                  | Frankenkönigin, Tochter des Westgotenkönigs Athanagild und der Königin Goswintha. Nach der Ermordung ihres Mannes Sigibert versuchte sie das Teilreich Austrasien für ihre Kinder zu erhalten.                                                                                          |      |
| Chrodechild                 | Clotilda                    | 475          | Fränkisches Reich                  | Frau von Chlodwig I. und durch diese Ehe Königin der Franken. Als heilige Clothilde bzw. Chlothilde wird sie von der Kirche verehrt. |      |
| Danielis                    | Damelis                     | 9. Jh.       | Byzantinisches Reich               | Verwitwete, reiche byzantinische Adlige aus Patras. |      |
| Engelberga                  | Engleberga                  | 9. Jh.       | Fränkisches Reich, Italien         | Als Frau von Ludwig II., dem römisch-deutschen Kaiser, blieb sie am 12. August 875 nach seinem Tod die Kaiserin, obwohl sie erst nach dem Tod seines Vaters Lothar I. im Jahre 855 eine Rolle im politischen Leben spielte.                                                             |      |
| Æthelflæd                   | Aethelflaed                 | um 872       | Mercia                             | Regierte als Lady von Mercia acht Jahre dieses Königreich. |      |
| Fredegunde                  | Fredegund                   | 6. Jh.       | Fränkisches Reich                  | Ehefrau des merowingischen Königs Chilperich I. von Neustrien und Mutter des Thronfolgers Chlothar II. Ursprünglich eine Magd, wurde sie die dritte Ehefrau Chilperichs, tötete seine Gegner, seine vorherige Frau und die Söhne aus erster Ehe, um ihren Kindern den Thron zu sichern. |      |
| Irene                       | Irene                       | 752          | Byzantinisches Reich               | Kaiserin des Byzantinischen Reichs von 797 bis 802. |      |
| Leoparda                    | Leoparda                    | 4. Jh.       | Spätantike, Rom                    | Wird von Theodorus Priscianus als Gynäkologin erwähnt. |      |
| Mathilde                    | Maude                       | um 895       | Ostfrankenreich, Stift Quedlinburg | Gemahlin des ostfränkischen Königs Heinrich I. aus der Familie der Immedinger, Wohltäterin der Armen und Gründerin von geistlichen Stiftungen. |      |
| Olga von Kiew               | Olga                        | um 920       | Kiewer Rus                         | Regentin der Kiewer Rus. |      |
| Olympias von Konstantinopel | Olympia                     | um 368       | Spätantike, Konstantinopel         | Diakonin und Äbtissin. |      |
| Radegundis                  | Radegund                    | um 520       | Fränkisches Reich                  | Ehefrau des fränkischen Königs Chlothar I. und Tochter König Berthachars von Thüringen. Sie verließ ihren Mann und gründete das erste Kloster für Frauen, das Kloster Sainte-Marie-hors-les-Murs, die spätere Abtei vom Heiligen Kreuz in Poitiers.                                     |      |
| Theodora II.                | Theodora II                 | um 805/807   | Byzantinisches Reich               | Ehefrau des byzantinischen Kaisers Theophilos und nach dessen Tod Regentin des Byzantinischen Reiches. |      |
| Theodora III.               | Theodora III                | um 985       | Byzantinisches Reich               | Kaiserin von Byzanz. |      |
| Theudelinde                 | Theodelinda                 | um 570       | Langobarden, Lombardei             | Langobardische Königin, die als Selige verehrt wird. |      |
| Wanda                       | Wanda                       | N/A          | Polen-Litauen                      | Sagengestalt, Tochter (oder Enkelin) des Krakauer Herzogs Krak. Sie soll um 700 über die Polen geherrscht haben, stürzte sich aber in die Weichsel, um Polen vor weiteren Kriegen zu bewahren. Die Sage gehört zu den Gründungsmythen der polnischen Adelsrepublik.                     |      |
| Zoe                         | Zoe                         | um 978       | Byzantinisches Reich               | Byzantinische Kaiserin und Tochter von Kaiser Konstantin VIII. |      |

Einzelnachweise
1. ↑  Brooklyn Museum: Theodora. In: brooklynmuseum.org. Abgerufen am 20. Oktober 2019.